# Meta (Circus)

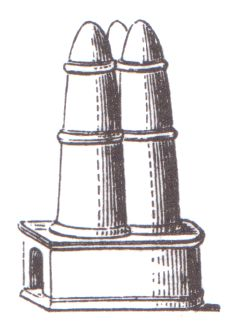
Meta

Die Meta (lateinisch, Plural: metae) bezeichnet im Singular oder im Plural die drei Säulen, die jeweils die Wendemarken einer Wagenrennbahn kennzeichnen, insbesondere die beiden Wendemarken im römischen Circus, deren Säulen nach oben kegelförmig zulaufen. Der Meta entspricht im Altgriechischen die καμπή = kampé (Biegung oder Wendung am Ende der Rennbahn) oder die νύσσα = nýssa (Wendesäule am Ende und Anfang der Rennbahn). Diminutiv: metula.

## Etymologie
Meta ist verwandt mit dem griechischen Metron (Maß) und dem lateinischen metari (messen) und bezeichnet ursprünglich die Grenzmarkierung einer abgemessenen Strecke und als solche auch das zur Markierung aufgestellte Zeichen. Dieses Zeichen ist im Circus ein Gegenstand mit einer breiten runden Basis, der nach oben kegelförmig zuläuft.

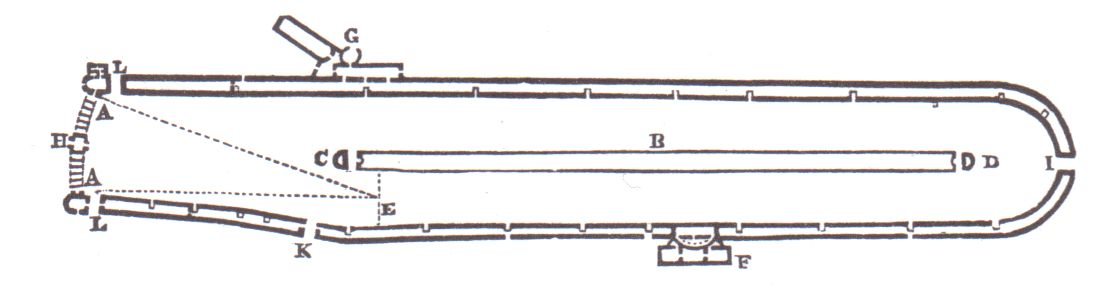
Circus des Maxentius, C = meta prima, B = spina, D = meta secunda

## Circus
Die Meta bezeichnete seit dem 3. Jahrhundert v. Chr. im Circus die Wendemarke am Anfang und am Ende der Rennbahn, also die Stelle, an der die Rennteilnehmer umwenden. Sie bestand aus einer Gruppe von drei nebeneinander oder im Dreieck angeordneten kegelförmigen Säulen auf einer erhöhten Basis an den Enden der Spina, die als Barriere die zwei Seiten der Bahn abtrennte und insgesamt siebenmal umrundet wurde (siehe B auf dem Plan).  Es gab also zwei metae, eine an der geraden Seite der Rennbahn (meta prima = „die erste Wendemarke“, siehe C auf dem Plan), wo die Wagen starteten und nach sieben Runden ihr Ziel erreichten, und eine am kreisförmigen Ende (meta secunda = „die zweite Wendemarke“, siehe D auf dem Plan). In der Basis der Meta befand sich eine kleine Öffnung zu einem Raum, in dem der Altar des Gottes Consus stand.
Der Wagenlenker hatte die metae beim Wenden auf seiner linken Seite und seine Fahrtechnik bestand darin, um diese engen Kurven so dicht zu biegen, dass kein anderer den Raum zwischen dem eigenen Wagen und der meta nutzen konnte. Dabei musste er darauf achten, selbst nicht an die Basis der Säulen anzustoßen und den Wagen umzuwerfen.
Die Form der Meta ist hauptsächlich aus antiken Darstellungen bekannt. Ursprünglich aus Holz, wurden die metae von Kaiser Claudius vergoldet.

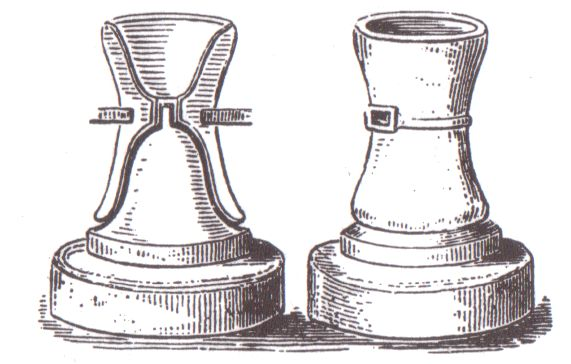
Mühle in Ostia, der untere Stein = meta

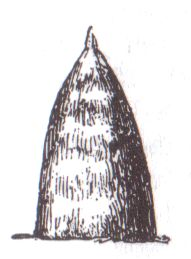
meta foeni = Heuschober

## Übertragungen auf andere Gegenstände
Aus der Form der metae ergibt sich die Übertragung des Begriffs auf andere Bereiche und bezeichnet so auch:
- den unteren Stein der Kornmühle, der die Form eines Kegels hatte, auf dem sich der obere Stein (catillus) drehte (meta molendaria oder molendinaria = „der mahlende Steinkegel“)[8]
- einen Heuschober in Gestalt eines Kegels, der oben sehr spitz zuläuft (meta foeni oder faeni, feni)[9]
- einen Springbrunnen in Form eines Kegels (Meta Sudans)
- eine bis zum 16. Jahrhundert vorhandene Grabpyramide in Rom (Meta Romuli)
- ein konusförmiges Glas zum Destillieren (meta destillatoria)
- einen kegelförmigen Käse: meta lactans, meta lactis[10]

## Metaphorik
Da das Wettrennen an der meta prima begann und endete, stand die meta in der Antike allgemein zur Bezeichnung der Grenze, des Schlusses oder des Umschlags einer Sache. Ein weiterer metaphorischer Gebrauch ergibt sich aus der kritischen und gefährlichen Wendesituation am Fuß der meta. Beispiele:
- Ovid, Amores 3,2,11: stringam metas interiore rota = „ich werde die spitzen Säulen mit dem inneren Rad streifen“ (d. h. wagemutig sein in der Liebe wie im Wagenrennen)
- Ovid, Tristia 1,9,1: metam tangere vitae = „das Ziel des Lebens erreichen“ (d. h. sterben)
- Vergil, Aeneis 3,714: longarum haec meta viarum = „diese Wende der langen Wege“ (d. h. die Wende auf Aeneas’ Irrfahrt, da er in Karthago gelandet ist); 10,472: ad metas aevi pervenire = „zum Wendepunkt des Lebens gelangen“ (d. h. bald sterben); 12,546: hic tibi mortis erant metae = „hier war dir (= Aeolus) das Ziel des Todes“.